# Золотопотокская поселковая община
Золотопотокская поселковая община (укр. Золотопотіцька селищна громада) — территориальная община в Чортковском районе Тернопольской области Украины.
Административный центр — посёлок Золотой Поток.
Население составляет 15382 человека. Площадь — 159,3 км².
В соответствии с распоряжением Кабинета Министров Украины от 12 июня 2020 года, в состав общины вошла территория Золотопотокского поселкового совета, а также Возиловского, Космиринского, Костыльницкого, Николаевского, Русиловского, Сновидовского, Скоморохского, Соколовского и Стенковского сельских советов упразднённого Бучачского района.

## Населённые пункты
В состав общины входят 1 посёлок и 14 сёл:
- Посёлок Золотой Поток
  - Рублин
- Возиловский старостинский округ:
  - Возилов
- Космиринский старостинский округ:
  - Космирин
  - Набережное
- Костыльницкий старостинский округ:
  - Костыльники
- Николаевский старостинский округ:
  - Губин
  - Николаевка
  - Соколец
- Сновидовский старостинский округ:
  - Сновидов
- Скоморохский старостинский округ:
  - Скоморохи
- Соколовский старостинский округ:
  - Русилов
  - Соколов
- Стенковский старостинский округ:
  - Млинки
  - Стенка